# 斯图尔特·亚当斯
斯图尔特·桑德斯·亚当斯  OBE（1923年4月16日—2019年1月30日），英国化学家，利兹大学博士。在20世纪60年代，他作为博姿公司研发团队的主要成员，研制出止痛药物布洛芬，并是研究非类固醇抗炎药领域的先驱。布洛芬现已成为一种畅销的药物，并列入了世界卫生组织的基本药物标准清单。

## 早年经历
亚当斯于1923年出生于英国北安普敦郡拜菲尔德镇，有两个哥哥及一姐一弟。他的父亲是一名铁路职工，出身于北安普敦郡的农场家族。
亚当斯最开始就读于拜菲尔德镇立学校。1933年，随父母迁至南约克郡的唐卡斯特镇，在唐卡斯特文法学校就读。1937年，升学至马齐语法学校，并于1939年（也就是15岁时）辍学。他便在马齐的博姿连锁店中做了三年学徒，并成为一名药剂师。在实习途中，他对医药科学产生了兴趣，并想挑战更进阶的工作，博姿便资助他在諾汀罕大學进行药学的学习。他于1945年取得大學學歷。

## 职业生涯

布洛芬的结构

1945年，他重新加入博姿公司，并参与公司内生产青霉素的项目。为了能进行更深入的研究，他于1950年返回高校，借助英国皇家医药学会提供的600英镑奖学金，攻读利兹大学的药理学博士学位；当时他研究的方向是肝素和组胺之间的关系。
两年后，也就是1952年，他完成学业，重回博姿公司的研发小组。1953年，开始研究类风湿性关节炎的治疗方法。这种疾病会给患者带来剧烈的疼痛，而当时能缓解这种疼痛的主要药物还只有皮质类固醇和高剂量的阿司匹林，可惜这些药品都有难以忍受的副作用。

### 研制布洛芬

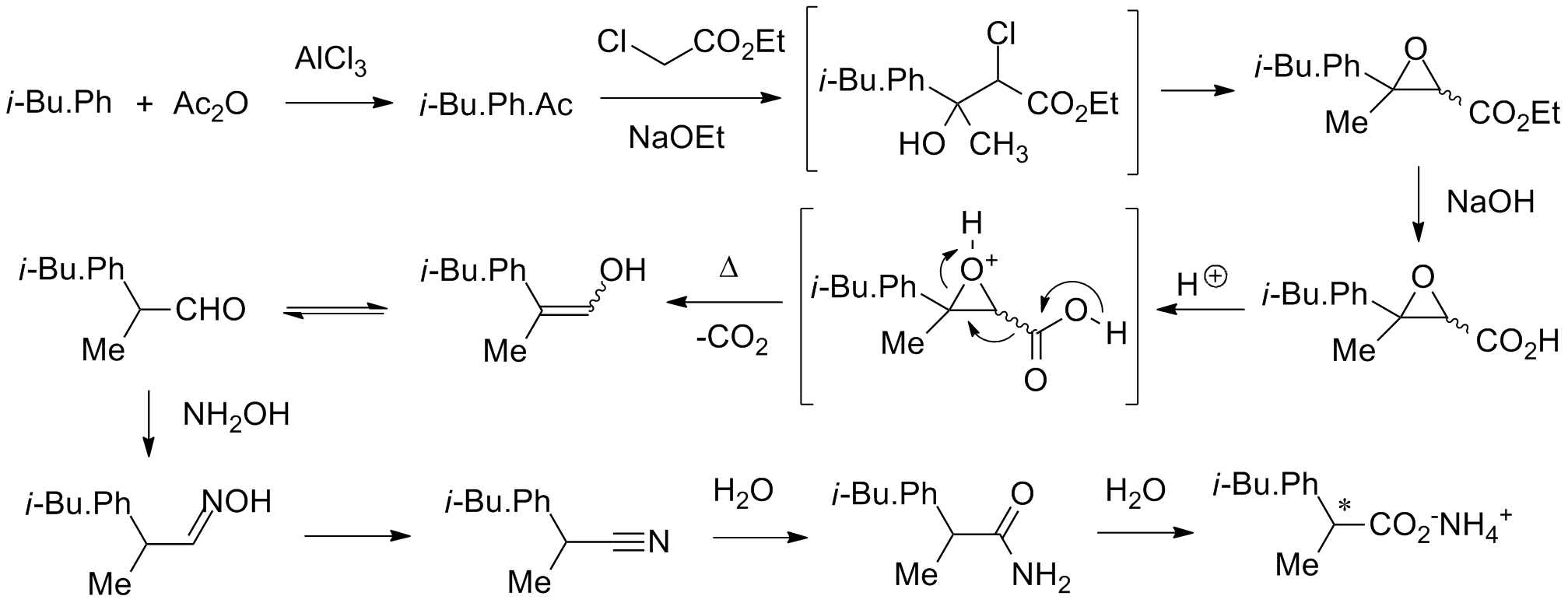
2-(4-异丁基苯基)丙酸的一种制法

这时，他开始寻找一种既能缓解疼痛，又无显著副作用的化学物质，以治疗类风湿性关节炎。他先在一栋诺丁汉南边的建筑中研究了多年，这栋建筑的主实验室曾因战事被摧毁。1960年，他转移到彭尼副克街（Pennyfoot Street）上的博姿药学新楼，而这里曾是一个放射性实验室，现在则是诺丁汉生物科技园。
1958年8月，在离诺丁汉不远的西布里奇福德拉特兰路（Rutland Road）上，包括曾于曼彻斯特语法学校学习的有机化学家约翰·尼科尔森（John Nicholson，1925年－1983年）在内的团队开始研究烷氧基酸。1961年，团队转而研究苯基丙酸，进展不错，制出的一种物质便是2-(4-异丁基苯基)丙酸。当年11月，首次调制出布洛芬。
前四种物质在临床试验后再遭失败，而布洛芬却似乎有效用——实验中，它曾被称作 RD 13621 和 RB 1472 。第一剂量的布洛芬由亚当斯亲自试用，并用于治疗自己的头痛。而动物实验的结果也非常理想，在人类身上测试的结果也显示其镇痛效果是阿司匹林的三倍多。他曾在德国杂志上了解到剃光豚鼠的皮肤后，可看到由紫外线引起的红斑，那么他就可以进行抗炎性测试。结果表明有部分药品在白化豚鼠身上出现了强烈的反应，但对等的对人类没有影响。药潜在的毒性对狗的消化道也没有太大影响。博姿公司也想制出一种新型退烧药，而这一研究还在五十年代就获得了帝国风湿病理事会（现为英国关节炎研究所） 的支持。1966年，第一次临床试验由北爱丁堡综合医院的汤姆·查默斯（Tom Chalmers）医生展开。

### 获得许可
1962年，布洛芬作为一种苯基丙酸的衍生物，取得了专利权。1969年，英国许可其作为一种处方药销售；美国则到1974年才准许销售，并最先由密歇根州卡拉马祖的普强公司于同年发售该药物，产品名称为“Motrin”。
早在1966年4月，英国市场上就出现了与之相似的异丁芬酸（即异丁苯乙酸），但在1968年1月就因为其对肝脏的毒性，并导致黄疸等并发症而下架。

### 应用与销售
1978年8月，博姿首次申请将布洛芬投入市场销售，但被英国药品安全委员会拒绝。1982年4月，博姿再次申请，并于1983年以 “Nurofen” 的品牌名让布诺芬成为了非处方药。在英国，药品由克鲁克斯有限公司于1983年8月开始销售。在美国，药品于1984年6月通过美国食品药品监督管理局的批准，并由美国家庭用品公司（现为惠氏）加工销售，品牌名也是 “Nurofen” 。
亚当斯在2007年说：“能让布洛芬获得英国和美国——这两个最严格的药品监管国家的认可，是我想实现的目标。对我来说，这也是最激动人心的时刻。”

### 退休
1983年，亚当斯从博姿公司的药理科学系主任的职位上退休。后来，因为对布洛芬研发所做出的贡献，他获得了诸多荣誉。

## 荣誉
1987年的新年表彰中，亚当斯被授予官佐勋章（OBE）。2013年，他成为诺丁汉市的荣誉市民。

### 颁发蓝色牌匾

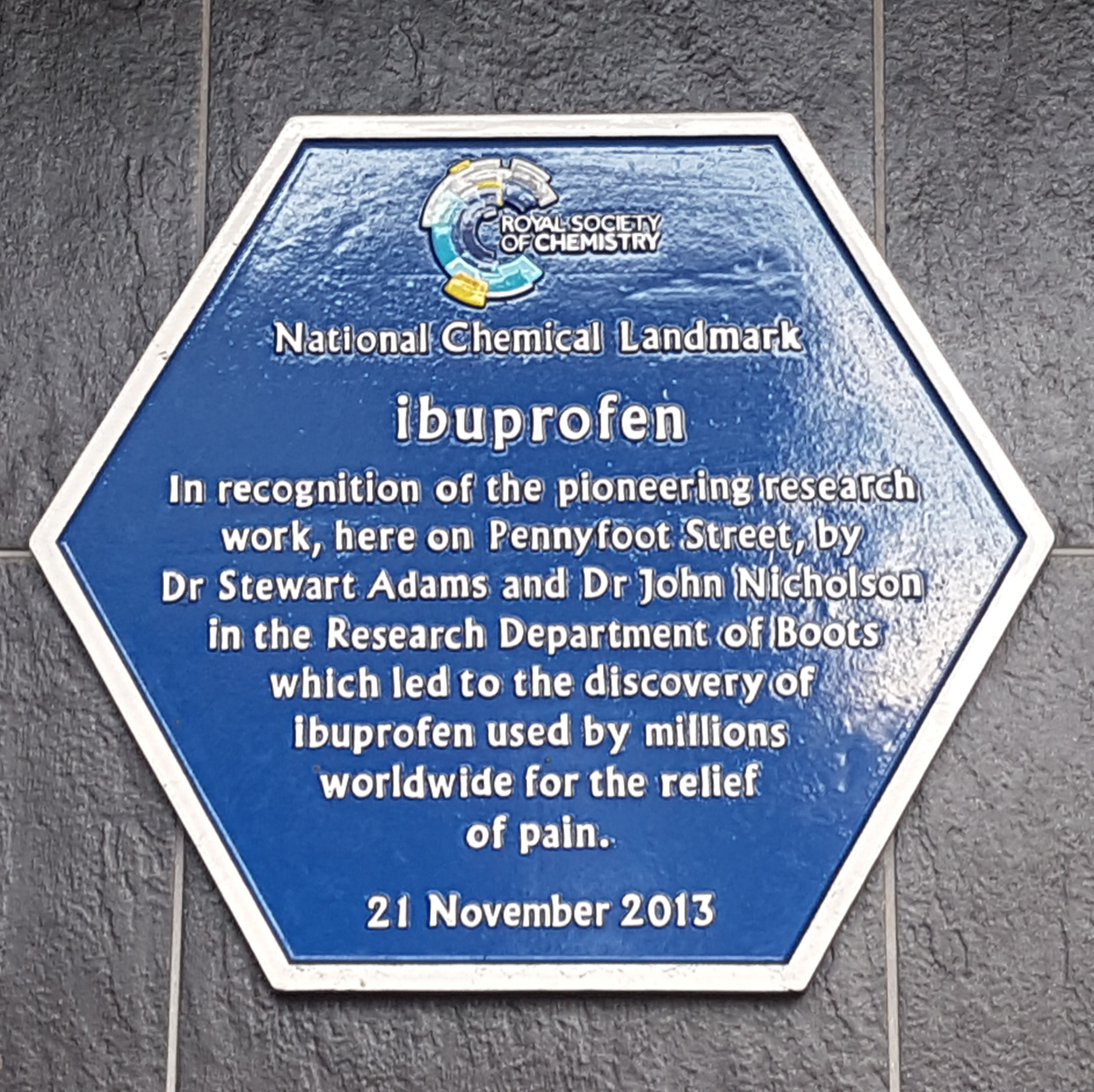
英国皇家化学会颁发的蓝色牌匾，摄于诺丁汉生物科技园

2013年9月，布洛芬的研发受到英国皇家化学会的奖彰，并将与研发有关的两处建筑挂上地标标识的蓝色牌匾。
在诺丁汉博姿比斯顿工厂（Boots Beeston Factory）的蓝色牌匾上，介绍词写道：
表彰博姿有限公司在20世纪80年代为布洛芬的研发做出的不懈努力，还推进其成为非处方药走进市场，并给世上无数受疼痛折磨的人提供了一条新道路。

在诺丁汉生物科技园（即原实验室所在地）的另一片蓝色牌匾上，介绍词写道：
表彰斯图尔特·亚当斯博士和约翰·尼科尔森博士在此完成的研究创举；从博姿公司的研究部门，到无数患者的痛苦缓解，只感谢这一伟大的发现。

翻译后个别词句意义不同，原文如下：
1. ↑  In recognition of the work during the 1980s by The Boots Company PLC on the development of ibuprofen which resulted in its move from prescription only status to over the counter sale, therefore expanding its use to millions of people worldwide
2. ↑  In recognition of the pioneering research work, here on Pennyfood Street, by Dr Stewart Adams and Dr John Nicholson in the Research Department of Boots which led to the discovery of ibuprofen used by millions worldwide for the relief of pain.

## 个人生活
1950年，因联盟式橄榄球比赛的原因而搬迁到利兹后，他和一名名叫玛丽（Mary）的老师结婚。1955年，他们搬迁到北安普敦郡北部的雷德希尔生活。
亚当斯于2019年1月31日在皇后医学中心去世，享年95岁。